# Крушову
Крушову (рум. Crușovu) — село у повіті Олт в Румунії. Входить до складу комуни Браставецу.
Село розташоване на відстані 145 км на південний захід від Бухареста, 56 км на південь від Слатіни, 65 км на південний схід від Крайови.

## Населення
За даними перепису населення 2002 року у селі проживали 1350 осіб. Усі жителі села рідною мовою назвали румунську.
Національний склад населення села:
| Національність | Кількість осіб | Відсоток |
| -------------- | -------------- | -------- |
| румуни         | 1316           | 97,5%    |
| цигани         | 34             | 2,5%     |